# Курлыковка
Курлыко́вка — деревня Добринского района Липецкой области России. Входит в состав Нижнематрёнского сельского поселения.

## География
Деревня Курлыковка расположена к востоку от села Нижняя Матрёнка на противоположном берегу реки Матрёнка.
Населенные пункты, расположенные в ближайшей удалённости от Курлыковки:
- Салтычки ~ 2,55 км
- Нижняя Матрёнка ~ 2,64 км.

## Население
| 2010 |
| ---- |
| 2    |